# 16-m²-Jollenkreuzer
Der S-Kreuzer oder 16er-Jollenkreuzer ist ein für flache Gewässer konzipiertes Segelboot. Die Maße der Konstruktionsklasse sind auf eine Länge über alles (L. ü. a.) von höchstens 7.000 mm und keine maximale Breite festgelegt (siehe Bauvorschrift). Aktuelle Risse haben Breiten zwischen 2.200 mm und 2.500 mm. Der Jollenkreuzer ist ein Fahrten- und Regattasegler. Beim Deutschen Segler-Verband (DSV) sind über 450 Boote registriert.

## Bauweise
Der Name „16er-Jollenkreuzer“ stammt von der vermessenen Segelfläche von 16 m². Dabei werden sich überlappende Segelflächen, zum Beispiel die Genua, nicht berücksichtigt. Berechnet wird hier nur die Silhouette der Segel und des Mastes. Daher ist die tatsächliche Segelfläche in der Regel deutlich größer.

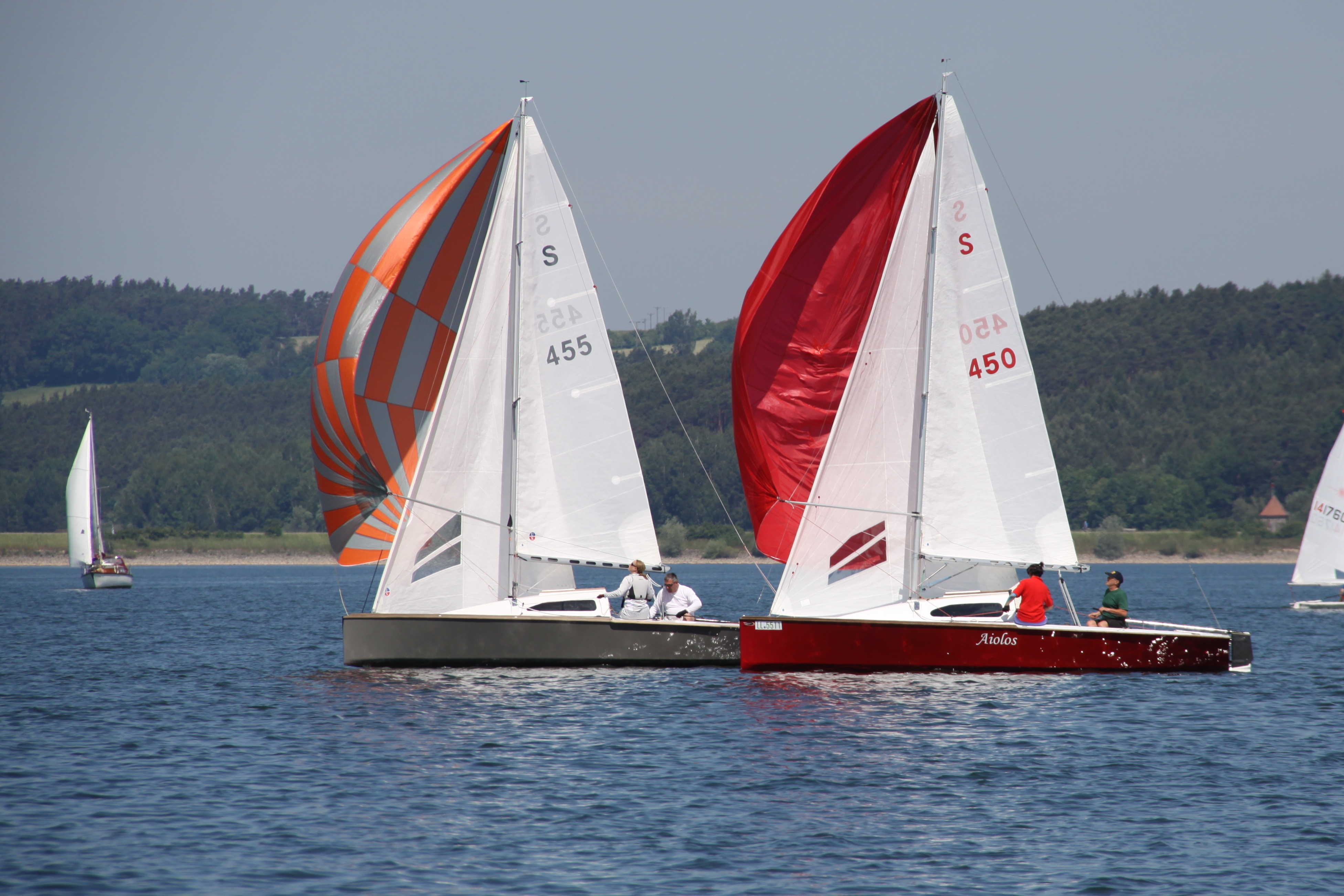
16-m²-Jollenkreuzer auf dem Großen Brombachsee

Als Fahrtensegler eignet sich der S-Kreuzer als sportliches Wanderboot für Binnengewässer oder küstennahe Bereiche. Aufgrund der Konstruktion als Jollenkreuzer mit aufholbarem Schwert und geringem Tiefgang kann direkt am Ufer angelegt werden. Noch immer gibt es eine hohe Anzahl von älteren Fahrtenbooten, die aktiv Reisen unternehmen. Bei Regatten tritt der 16er-Jollenkreuzer als entsprechend ausgerüstete Rennyacht auf. Dabei trägt er meist eine breite Auswahl von Segeln. Zur modernen Standardausstattung zählen drei Vorsegel von 14 bis 8 m² Segelfläche, die bei wechselnden Winden während einer Regatta getauscht werden können. Für das zirka 9 m² große Großsegel bestehen vielfältige Trimmmöglichkeiten.
Der 32 m² große Spinnaker befindet sich oft in unterschiedlichen Ausführungen an Bord, um verschiedenen Windbedingungen gerecht zu werden. Als erste Jollenkreuzerklasse des Deutschen Segler-Verbandes konnte 2015 eine Erprobungsfreigabe für drei Boote zur alternativen Nutzung eines asymmetrischen Gennaker mit 32 m² erreicht werden. Dessen alternative Verwendung im beliebigen Wechsel mit dem Spinnaker ist nach Abschluss der Erprobung und Änderung der Bauvorschrift ab 2020 auf allen Regatten erlaubt.
Die Bootsklasse ist in Deutschland, Österreich und der Schweiz verbreitet. Als jüngste der Jollenkreuzerklassen werden die Boote seit 1958 gebaut. Die Entwicklung der Klasse erfolgte im heutigen Verbreitungsgebiet; die 15er-, 20er- und 30er-JK wurden auch in der DDR gebaut und gesegelt. Die Reviere der größten Flotten sind der Dümmer und das Steinhuder Meer in Niedersachsen, der Ammersee bei München, der Plöner See in Schleswig-Holstein, sowie der Neusiedler See in Österreich.